# Filippa Reinfeldt
Filippa Désirée Amanda Cay Reinfeldt, född Holmberg den 14 juni 1967 i Skeppsholms församling, Stockholm, är en svensk (moderat) politiker. Hon var sjukvårdslandstingsråd i Stockholms läns landsting från 2006 till 2014. Hon var tidigare Moderaternas sjukvårds- och hälsopolitiska talesperson och är sedan juli 2019 HBTQ-politisk talesperson.
Filippa Reinfeldt var tidigare gift med statsminister Fredrik Reinfeldt, med vilken hon har sonen Gustaf Reinfeldt. Hon är dotter till konteramiral Cay Holmberg.

## Biografi

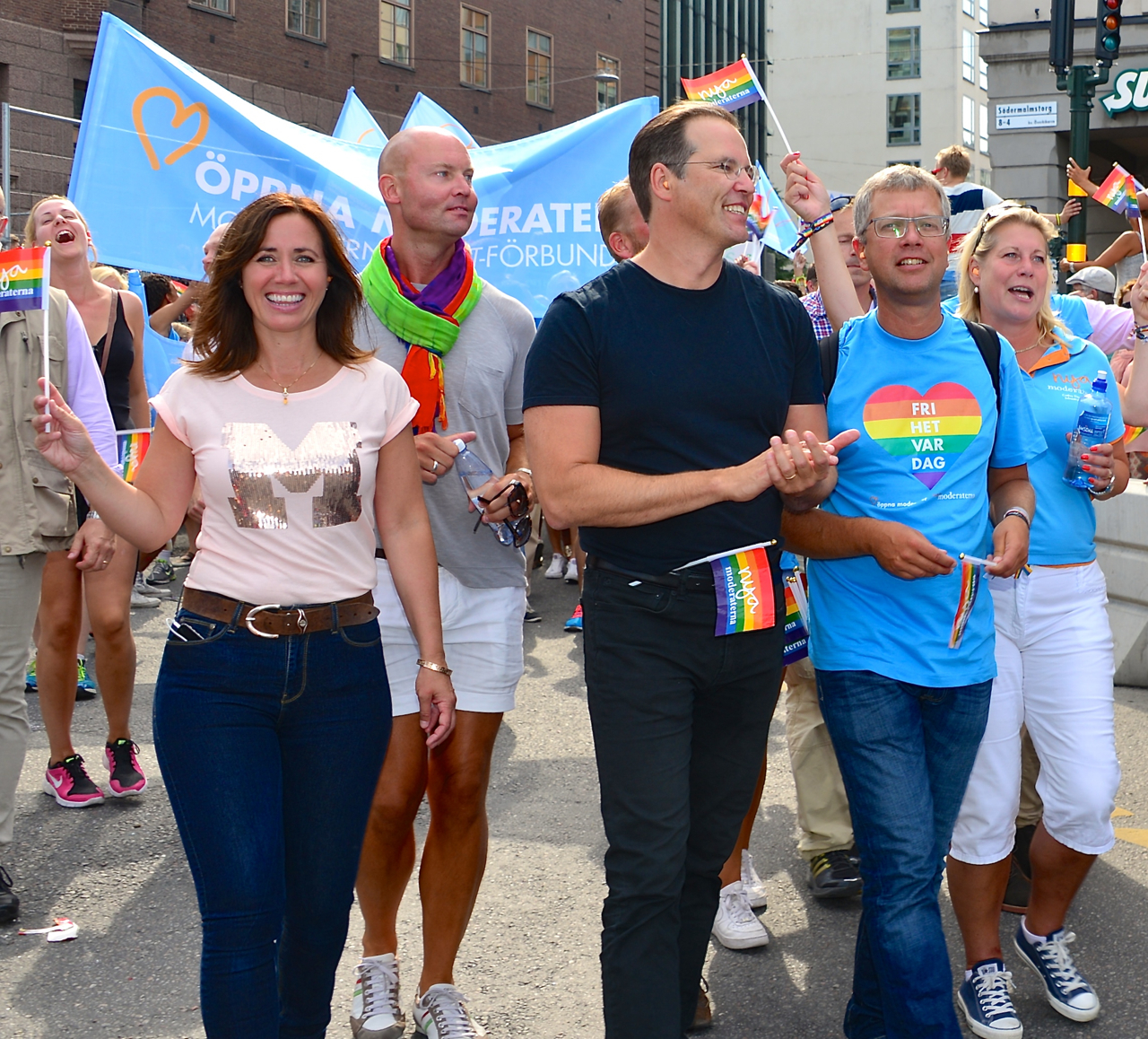
Moderaterna i Prideparaden under Stockholm Pride 2014. Från vänster: Filippa Reinfeldt, Anders Borg, Kent Persson, Catharina Elmsäter-Svärd.

### Tidigt liv
Filippa Reinfeldt växte upp i Bromma. Hon har fem syskon, varav en äldre syster hade dött som ettåring. Hennes far var sjöofficer, men föräldrarna skildes och hon växte upp med modern i Ålsten. Hon blev medlem i Moderata ungdomsförbundet (MUF) som 13-åring och gick sedan humanistisk-estetisk linje på Bromma gymnasium fram till 1986. Efter studenten värvades hon till Timbro av Gunnar Hökmark. År 1989 värvades hon till MUF centralt och deltog i ett av de största värvningsprojekten i förbundets historia: 200 000 förstagångsväljare ringdes upp inför riksdagsvalet 1991. År 1990 valdes hon in i MUF-styrelsen. Hon valdes senare till Moderata ungdomsförbundets ordförande i Solna kommun.

### Karriär
Hon var förtroendevald i Stockholms kommun 1991–1993 och i Stockholms läns landsting från 1994. Mellan 2002 och 2006 var Filippa Reinfeldt kommunalråd i Täby kommun. Under 2005–2006 var hon kommunstyrelsens ordförande, den yngsta någonsin och den första kvinnan. Hon var även Socialnämndens ordförande 2003–2005.
Reinfeldt utsågs till sjukvårdslandstingsråd i oktober 2006. Hon omvaldes för en andra mandatperiod som sjukvårdslandstingsråd i oktober 2010.
Reinfeldt utmanade sittande finanslandstingsrådet Torbjörn Rosdahl den 16 oktober 2014 och förlorade med rösterna 20-22. Hon meddelade strax därefter att hon lämnar politiken.

#### Upphandlingen av Nya Karolinska Solna
Filippa Reinfeldt var den landstingspolitiker som, tillsammans med Catharina Elmsäter-Svärd, gjorde upphandlingen för den stockholmsbaserade sjukhuset Nya Karolinska Solna år 2010 där byggbolaget Skanska var den enda anbudsgivaren. Upphandligen gjordes enligt en så kallad OPS (Offentlig Privat Samverkan) och syftet med detta upphandlingsförfarande var främst att minimera riskerna för tidsförskjutningar och kostnadsökningar samt att föra över riskerna till utföraren av projektet, det vill säga OPS-bolaget. Upphandlingen gjordes trots kraftig kritik från flera håll.
Upphandlingsformen dömdes ut av Brittiska Riksrevisionen på grund av sina potentiellt enorma merkostnader för skattebetalarna.

#### Resultatet av Upphandlingen av Nya Karolinska Solna
Upphandlingen och bygget av sjukhuset beräknas idag kosta skattebetalarna 61 miljarder kronor, fram till år 2040, och det kvalar därmed in som ett av världens absolut dyraste sjukhus. Detta är 70% dyrare än statligt finansierade sjukhus och det saknas vetenskapligt stöd för att NKS skulle fungera bättre än statligt finansierade sjukhus.
2018 uppdagades att Nya Karolinska i Solna behöver installera 148 nya rullgardiner för att förhindra insyn. Den uppskattade kostnaden blir 370 000 kronor. Bakgrunden till kostnaden är att utformningen av sjukhuset leder till mycket stor insyn, vilket personalen vill begränsa. Detta förutsågs inte tidigare bli ett problem utan lyftes snarare fram som en fördel av tidigare sjukvårdslandstingsrådet Filippa Reinfeldt med citatet "Folk på trottoarerna kommer att se personalen springa med svårt sjuka i glaskorridorerna ovanför dem. Det är ganska häftigt"
I efterhand har Reinfeldt sagt att flera misstag begåtts kring NKS och att "man ska alltid lära sig av de goda sakerna men också av de misstag som gjorts för det här var någonting helt nytt".

#### Näringsliv
I februari 2015 blev hon chef för affärsutveckling hos vårdföretaget Aleris med ansvar för affärsutveckling och  lobbyverksamhet i bolagets skandinaviska koncernledning. I mars 2019 gick hon över till en roll som affärsutvecklare åt Vectura Fastigheter.

#### HBTQ
Reinfeldt blev i juli 2019 utnämnd till HBTQ-politisk talesperson för Moderaterna.

### Privatliv
Filippa Reinfeldt träffade sin blivande make Fredrik Reinfeldt 1989 när båda satt i Moderata ungdomsförbundets styrelse. De gifte sig 1992 i Skeppsholmskyrkan och flyttade senare till Täby. Den 7 mars 2012 uppgav Fredrik Reinfeldts pressekreterare att paret skulle separera. Den 11 juli 2012 lämnade paret in skilsmässoansökan, vilken ledde till skilsmässa 2013. De har tre barn tillsammans.

## Politiska uppdrag som förtroendevald
- 1991–1994, förtroendevald i Stockholms kommun[22]
  - 1994–? förtroendevald (olika poster) i Stockholms kommun[22]
- 2002–2006, ledamot i kommunfullmäktige i Täby kommun
- 2003–2005, ordförande i Socialnämnden i Täby kommun[22]
- 2002–2006, ledamot i Täby kommunstyrelse[22]
  - 2005–2006, ordförande i Täby kommunstyrelse[22]
- Ledamot i landstingsstyrelsen i Stockholms läns landsting[23]
- 2006–2014 ordförande i landstingets hälso- och sjukvårdsnämnd[24][23]
- 2008–  styrelseledamot i Svenska Dagbladets ägarstiftelse[25]